# Альтист Данилов
«Альтист Данилов» — роман советского писателя Владимира Орлова. Является первой частью цикла «Останкинские истории». Впервые издан в журнале «Новый мир» № 2—4 за 1980 год.
В создании романа Орлову помогал его друг, альтист из оркестра Большого театра Владимир Грот, который сам играл на альте работы Альбани.

## Повествование и география
В основном повествование ведётся от третьего лица, но несколько раз автор (точнее — рассказчик) упоминает, что близко знаком с Даниловым и даже весь сюжет услышал от него самого. В этих случаях появляется местоимение «я» или упоминается «мой сын» (в случае позаимствованной Даниловым карты звёздного неба).
Роман написан в жанре «фантастического реализма» — действие в основном происходит в Москве в 1972 году, но главный герой Данилов при этом обладает сверхъестественными («демоническими») способностями, которые иногда применяет в повседневной жизни. В частности, он может перемещаться в любую точку пространства со скоростью мысли, парить в облаках, любит «купаться в молниях». В связи с отпуском Кармадона (см. описание сюжета ниже) ему приходится несколько раз появиться в Испании. Во время своего «заключения» в Девяти Слоях он отлучается увидеть своего отца в какую-то отдалённую звёздную систему.

## Сюжет

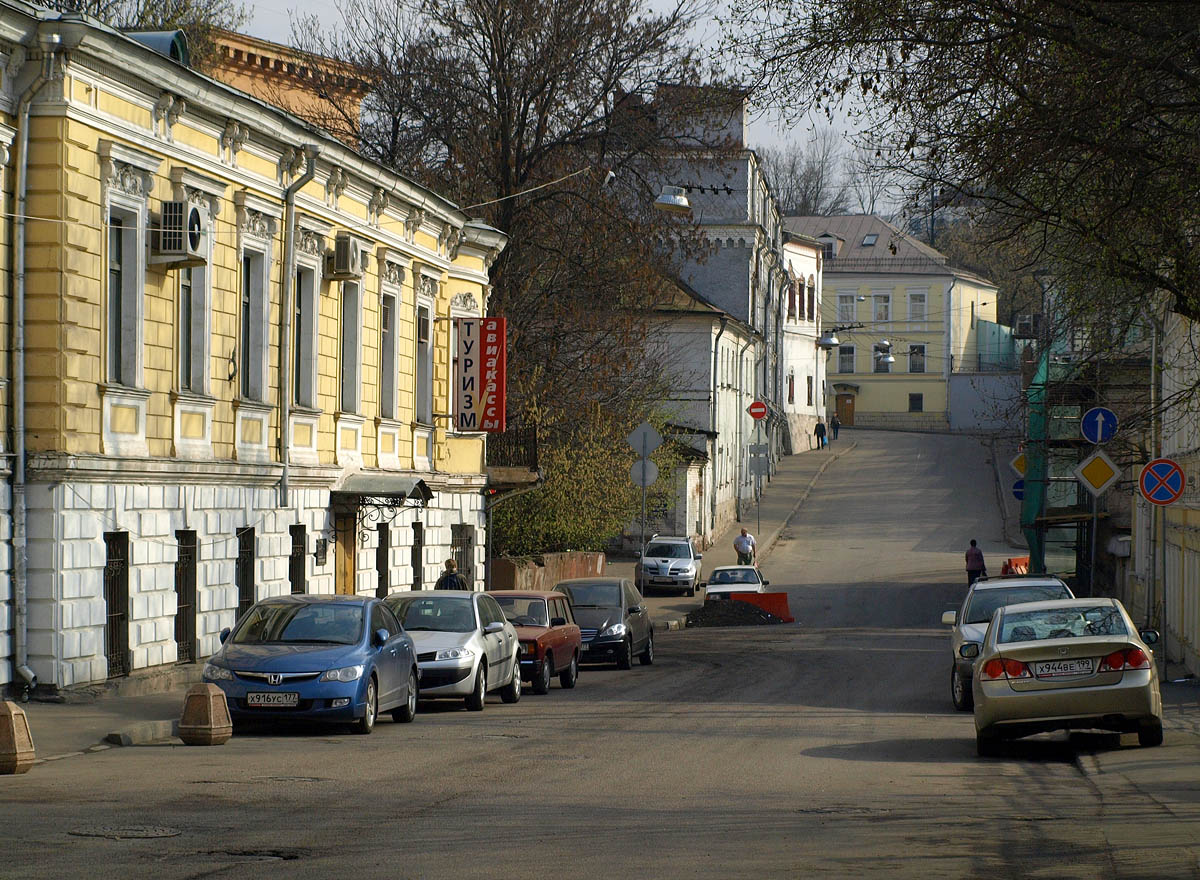
Хохловский переулок, где по сюжету живёт Наташа

Владимир Алексеевич Данилов — демон (по отцовской линии) на договоре, сын жительницы города Данилова Ярославской области. Будучи в младенчестве перенесён в Девять Слоёв, мир демонов, он получил там образование, но в какой-то момент из-за происхождения был отправлен на вечное поселение на Землю, к людям. Там он в возрасте 7 лет был в 1943 году помещён в детский дом, далее Данилов попал в музыкальный интернат, далее в консерваторию, театр. Его инструментом был альт; причём в какой-то момент ему удалось достать инструмент, сделанный Альбани.
За нежелание выполнять на Земле демонические обязанности Данилов был наказан: стал демоном на договоре, причём, чтобы унизить, его прикрепили к компании останкинских домовых. Данилову было запрещено видеться с отцом и другими демонами, однако он встречался с демонической женщиной Анастасией, от любви с которой происходили природные катаклизмы, и с демонессой Химеко.
Однажды Данилов получает в собрании домовых повестку о страшном времени «Ч», демоническом суде.
Пока Данилов ждёт вызова в высшие слои, он продолжает заниматься музыкой. У него крадут альт Альбани; Данилов подаёт заявление в милицию, ему удаётся ещё лучше начать играть на обыкновенном инструменте. Его бывшая жена Клавдия Петровна втягивает его в хлопоты вокруг странной организации «хлопобудов», кроме того, Данилов влюбляется в лаборантку и швею Наташу. В какой-то момент Данилов принимает у себя в гостях старого лицейского приятеля, демона Кармадона (которого отец назвал по имени посёлка на Кавказе) — аса, едва закончившего спецзадание, во время которого он совершенно не спал. Кармадон превращается в синего быка, с которым происходят всяческие происшествия (в большинстве своём — во время дремоты демона), напоследок устраивает пир с путешествием по железным дорогам всей страны, после которого у одного из спутников начинает идти изо рта паровозный дым, и пытается соблазнить Наташу. Дело кончается дуэлью Кармадона и Данилова, действием запрещённым: Кармадон нарушает кодекс чести и ранит Данилова, но его спасает Анастасия; сам Данилов искривляет Кармадону лицо.
Через некоторое время после этого Данилову приходит окончательный вызов. Он отправляется на небо и там попадает в Колодец Ожидания, где ему демонстрируют странные и удивительные картины. После Колодца он попадает в Четвёртый Слой, Слой Гостеприимства, и некоторое время просто общается со старыми знакомыми, посещает, несмотря на запрет, отца и чешет спину Синему Быку, на котором стоят Девять Слоёв, несмотря на запрет даже смотреть на него.
Когда приходит суд, разбирается почти вся жизнь Данилова. Его обвиняют в том, что он стал фактически человеком, что его прецедент опасен, а потому надо стереть саму сущность его, Данилова. Однако, когда решение уже практически принято, демон Малибан (в дальнейшем берущий Данилова под своё покровительство) напоминает Начальнику Канцелярии, что следует испросить утверждение, и, когда начальник его испросил у разверзшейся бездны, раздался голос: «Повременить». Данилов предполагает, что голос принадлежит Синему Быку. Суд резко меняет своё мнение, принимает решение отправить Данилова обратно, на Землю, расположив над его головой Люстру и заставив его чувствовать тоньше, если он добивается успехов в музыке (то есть теперь, если Данилов чего-то добивается, ему становится плохо от землетрясений, студенческих волнений и прочих бед, происходящих где-то). Демон Новый Маргарит советует ему присмотреться к «хлопобудам».
Данилов возвращается на Землю и продолжает там жить. Ему подкидывают альт Альбани, но однажды коллега Данилова, Земский, распиливает этот инструмент, чтобы привлечь к себе внимание потомков. Тем не менее, как ни странно, ему приходит повестка из милиции, что украденный инструмент наконец-то найден, и Данилов едет забирать его.

## Художественные особенности
В романе присутствует синтез нескольких типов вымысла: в основе сюжета — то ли научно-фантастическое допущение, дополненное мистическим содержанием, то ли фэнтезийное допущение, помещённое в научно-фантастический контекст. Кроме того, присутствующая в романе модель реальности постоянно подвергается сатирическому переосмыслению. Такая поэтика вполне типична для фантастики позднего социализма.
Некоторые особенности описанного в романе демонического мира (его деление на слои; Большой Синий Бык, поддерживающий хрустальную сферу; козни, устраиваемые демонами человечеству) отсылают к языческой и христианской мифологии — что, вкупе с основным фантастическим допущением, позволяет отнести роман к фэнтези. Лежащий в основе сообщества демонов принцип превращений характерен именно для этой разновидности фантастики. В то же время цивилизация демонов подчёркнуто современна, и ей присущ тщательно выписанный научно-фантастический «антураж». В частности, демоны работают не только на Земле, но и на других планетах и направляют развитие находящихся там цивилизаций в желательную для них сторону. В романе упоминаются космические перелёты, гиперпространство, гиперпереходы. Цивилизация демонов частично воспроизводит особенности земной цивилизации: существуют аналогичные научные учреждения, увлечения и хобби, аналогичные человеческим.
Воспроизведение демонами человеческих нравов создаёт сатирический план романа: в мире демонов имеются бюрократические инстанции, запретные темы, «диссиденты» и др. Автор то и дело использует гротеск и алогизм, доводя до абсурда и фэнтезийную посылку, и научно-фантастическую.

## Проблематика
Роман «Альтист Данилов» представляет собой психологически достоверное повествование о взрослении героя, обретении им своего «я» и превращении в человека в буквальном и переносном (то есть нравственном) смысле слова. За внутреннюю свободу, которую обретает герой, он готов платить даже собственной жизнью. В романе, вполне в духе традиций русской литературы, присутствует конфликт творца и власти, музыканта и общества, личности и мира.

## Музыка в романе
Владимир Орлов показывает хорошую музыкальную эрудицию. Под его пером Данилов уважает и слушает не только таких известных композиторов, как Чайковский, Бетховен, Вагнер, Малер, Прокофьев, Шостакович и др., но и таких менее известных массовому советскому слушателю в 1970-е годы, как Пауль Хиндемит, Арнольд Шёнберг (с его Второй камерной симфонией и «Спасшимся из Варшавы)», Дариюс Мийо, Жанно де Лекюрель. В душе Данилова «звучат маракасы, ситары, рабобы, сямисэны, кото, бамбуковые флейты-сякухати».
Важной в романе является тема экспериментальной музыки. Первое столкновение с ней у читателя происходит в лице коллеги Данилова по оркестру грузного скрипача Николая Земского, который проповедует «тишизм». По мнению скрипача, звуки настолько несовершенны и изжили себя, что музыка должна звучать лишь в душе, и тогда она будет истинным искусством. «Тишизм» как понятие не является изобретением героя романа или самого Владимира Орлова. В 1952 году было представлено музыкальное произведение американского композитора Джона Кейджа «4′33″» в трёх частях, во время исполнения которого участники ансамбля не извлекают звуков из своих инструментов. Поддавшись депрессивному взгляду на музыку Земского, кончает жизнь самоубийством друг Данилова.
Неожиданно для Данилова он становится первым слушателем и пропагандистом нового композитора Переслегина. Симфония последнего, которую тщательно и вдохновенно готовил Данилов-солист с оркестром, достаточно необычна по звучанию, чтобы её не поняло большинство слушателей. Самому Данилову не чужды оригинальные музыкальные построения — в числе прочего он упоминает пятиступенные японские лады: миякабуси и инакабуси. В итоге Данилов решается представлять, а потом и записывать свою необычную внутреннюю музыку внешнему слушателю. Моральную поддержку в этом ему оказывает Переслегин. Почти в самом конце романа, наряду с симфонией Переслегина, Данилов играет несколько своих импровизаций. Одна из них посвящается другу Данилова, «жертве тишизма».

## Персонажи
- Владимир Алексеевич Данилов — альтист театрального оркестра, демон на договоре.
- Наташа — возлюбленная Данилова, лаборантка и швея.
- Клавдия Петровна Соболева — бывшая супруга Данилова.
- Николай Борисович Земский — скрипач, создатель теории «тишизма».
- Переслегин — молодой композитор.
- Юрий Ростовцев — один из инициаторов движения «хлопобудов».
- Валентин Сергеевич — демон, начальник Канцелярии от Того Света, в одном из воплощений — домовой.
- Кармадон — демон, лицейский приятель Данилова, брат Нового Маргарита, до дуэли с Даниловым — ас со спецзаданием.
- Новый Маргарит — учёный демон, лицейский приятель Данилова, брат Кармадона.
- Бек Леонович — домовой, секундант Данилова в дуэли с Кармадоном.
- Анастасия — демоническая женщина смоленских кровей, бывшая любовница Данилова.
- Химеко — жрица и пророчица, бывшая любовница Данилова, возможно повлиявшая на судьбу Данилова с помощью жертвы дзисая.
- Виктор Михайлович Муравлёв — приятель Данилова.
- Валерий Степанович Кудасов — приятель Данилова, лектор по существенным вопросам.

## Переводы
- Английский перевод: Danilov, the violist, 1987, издательство W. Morrow.
- Польский перевод: Demon z altówką, 1986, издательство Wydawnictwo Literackie, Kraków, переводчик Алла Сараханова.